# Ibrahimpur, Sindgi
Ibrahimpur là một làng thuộc tehsil Sindgi, huyện Bijapur, bang Karnataka, Ấn Độ.